# Nikolaikirche (Bruch)

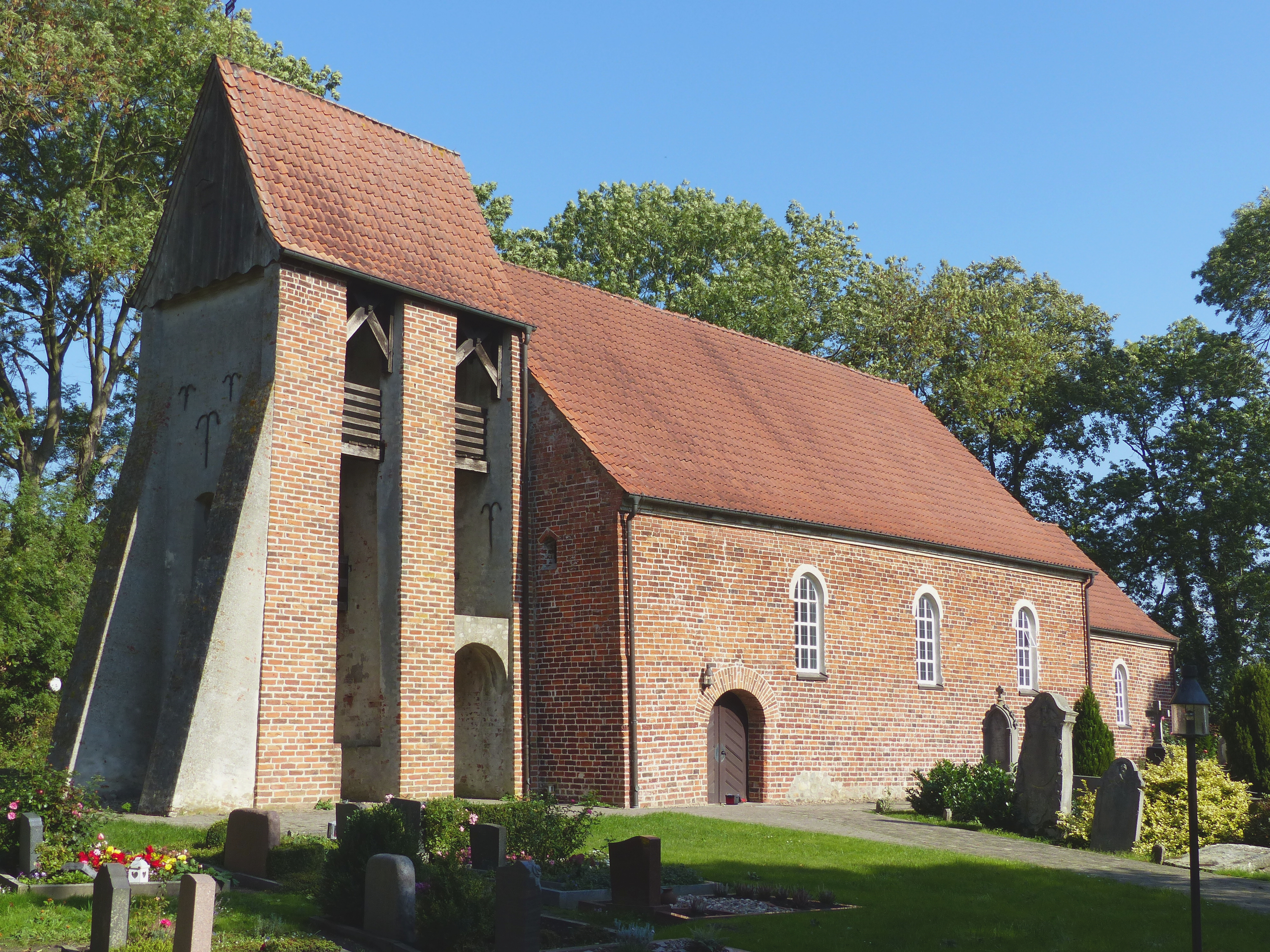
Nikolaikirche

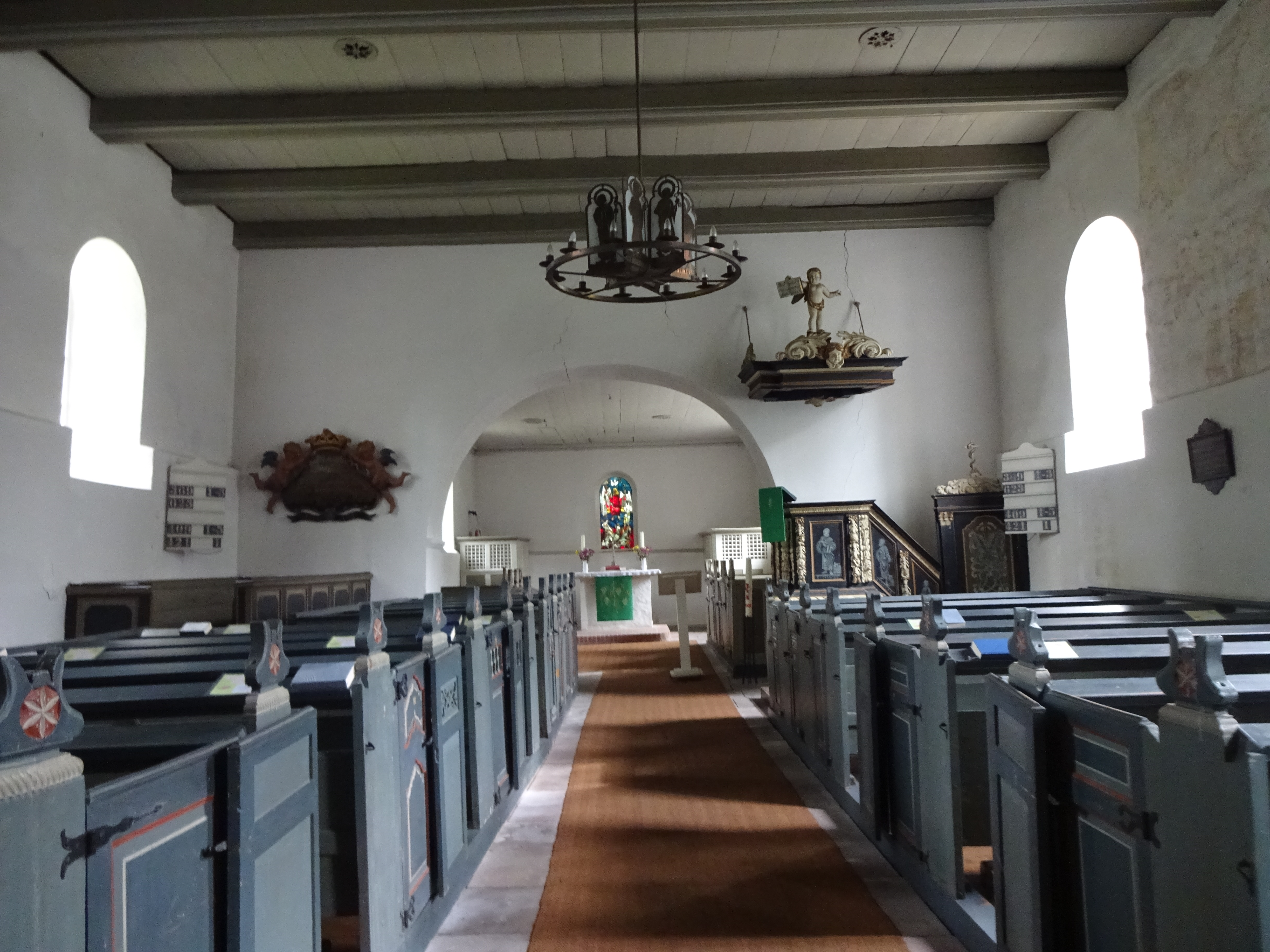
Innenraum

Die evangelisch-lutherische denkmalgeschützte Nikolaikirche steht in der Ortslage Bruch des Ortsteils Aschwarden der Gemeinde Schwanewede im Landkreis Osterholz in Niedersachsen. Die Kirchengemeinde gehört zum Kirchenkreis Osterholz-Scharmbeck im Sprengel Stade der Evangelisch-lutherischen Landeskirche Hannovers.
Das Gebäude steht unter Denkmalschutz (siehe auch Liste der Baudenkmale in Schwanewede).

## Geschichte und Beschreibung
Bruch ist das Kirchdorf für das weiter westlich gelegene, größere Aschwarden. Es wurde 1248 erstmals urkundlich erwähnt.

### Kirche
Teile des Kirchenschiffes der spätgotischen Saalkirche aus Backsteinen stammen von einem romanischen Vorgänger, zu erkennen an dem vermauerten rundbogigen Portal im Norden und den mittelalterlichen Wandmalereien.
An das Kirchenschiff schließt sich ein eingezogener, längsrechteckiger gerader geschlossener Chor an. Die Kirche wurde 1792 erneuert, dabei erfolgte auch der Einbau der Bogenfenster. Die Glasfenster stammen von Heinz Lilienthal (Bremen). An den Giebel im Westen wurde ein aus drei Parallelmauern gebildeter offener Glockenstuhl angebaut, der mit seinem Satteldach nur wenig über das Satteldach des Kirchenschiffs hinausragt.

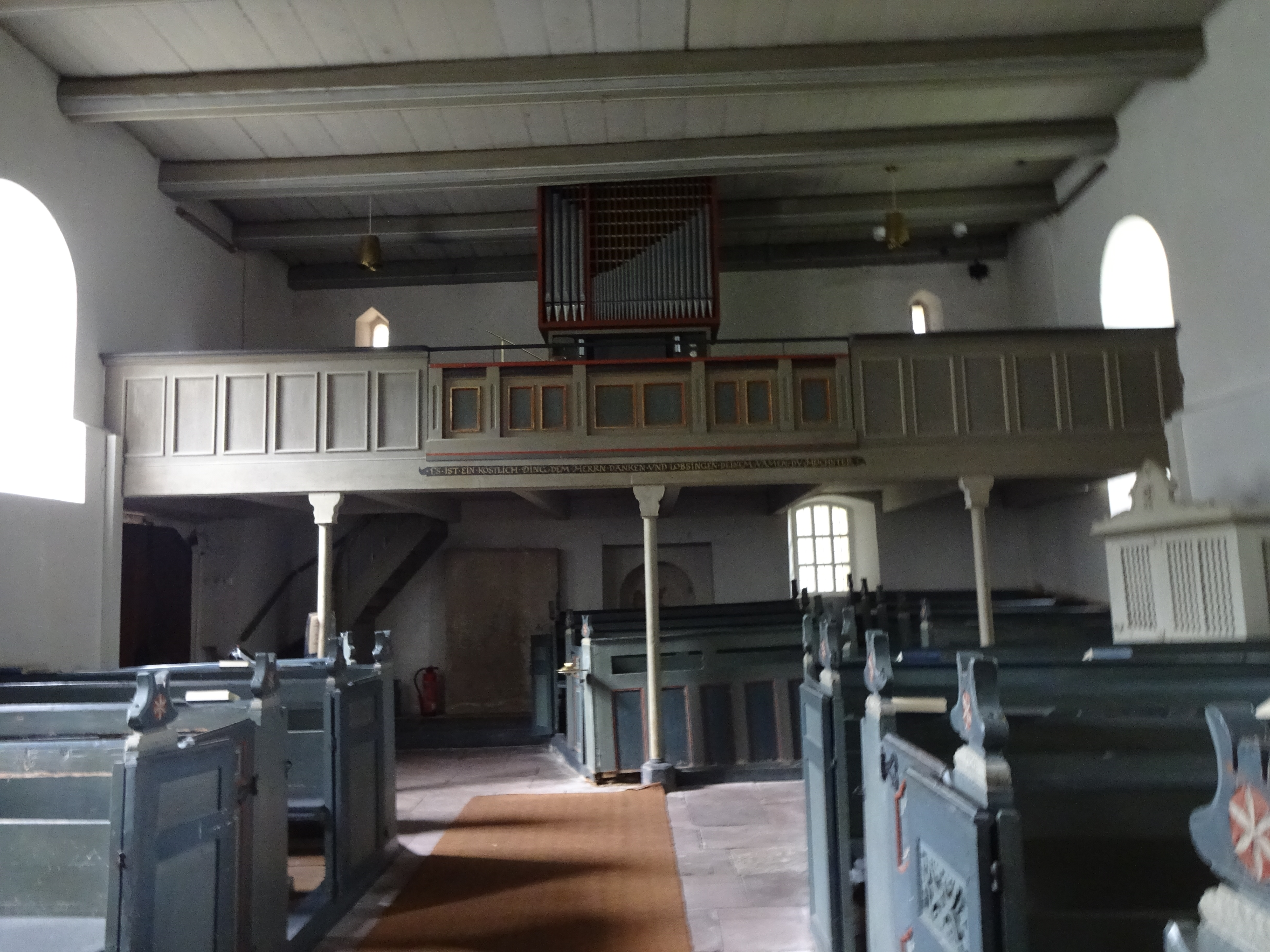
Empore, Orgel

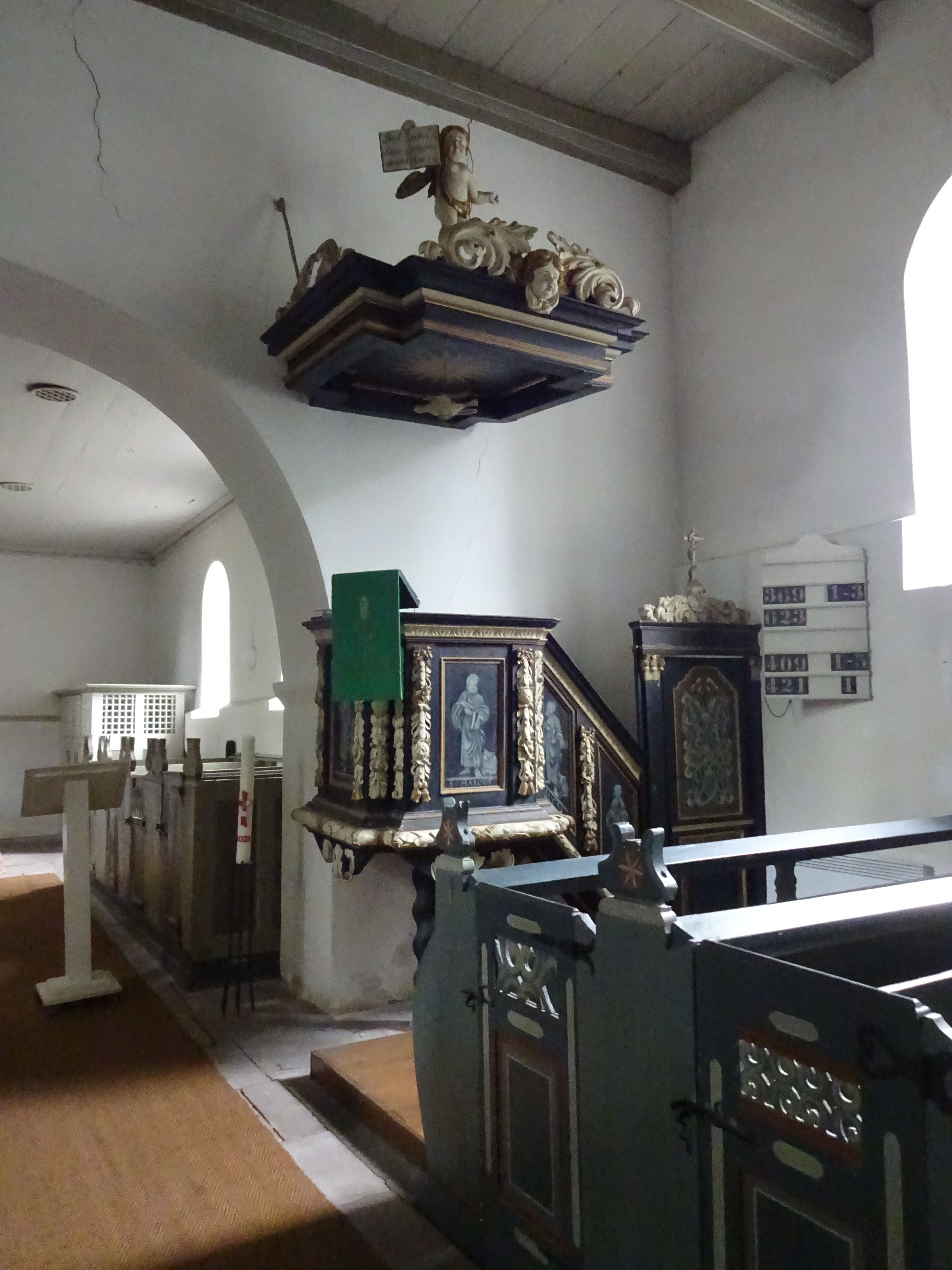
Kanzel

Innenraum mit einer Holzbalkendecke überspannt: Der Chor ist durch einen halbkreisförmigen Triumphbogen mit dem Kirchenschiff verbunden. Bei einer grundlegenden Instandsetzung nach dem Zweiten Weltkrieg wurde die Kirche durch August Oetken neu ausgemalt.
Ausstattung: Schlichter Altartisch (ersetzte älteren Empirealtar von 1792), vor 1792 gab es einen niederdeutschen Schriftaltar (Flügelaltar), Barockkanzel (2. Hälfte 17. Jh.) mit Darstellung der vier Evangelisten in Grisaillemalerei, Renaissance-Sandsteintaufe auf achteckiger Standplatte (gestiftet von Wilken van Kampe, 1601), mehrere Kindertotenschilde (18. Jh.), Barockes Kastengestühl (1654/1713).
Orgel auf der Empore im Westen: Die erste Orgel wurde 1884 von Carl Johann Heinrich Röver gebaut. Sie wurde nach dem Zweiten Weltkrieg durch Gebrüder Hillebrand Orgelbau (Altwarmbüchen) ersetzt. Sie hat ein I/aP Manual mit 4 (5) Registern, eine mechanische Traktur und eine Schleiflade.
Geläut: bestehend aus zwei Glocken:
- 1.: es’-Bronzeglocke von 1549 von Bernd Lechtenow; im Zweiten Weltkrieg abgeliefert und 1947 zurückgegeben, Inschrift: „Do men schref M CCCCC XLIX Iar do heft mi dat Kaspel tom Brocke Her Iohan Tilinck Kerkher, Dirick Vige, Claus Vige, Frerik vp Kampe, Hilmer vp Kampe, Iohan Knvmel, Dirick Tilinck, Albert de Rese laten geten dat is war. Help Godt vt Not. Bernt Lechtenow mi goet. Varbv[m] D[omini]ni manet in eternvm“ (Das Wort des Herrn bleibet in Ewigkeit);
- 2.: d’/e’-Bronzeglocke von 1686 von Heinrich Brinkemann und Gottfried Richter (Bremen) aus einer gesprungenen älteren Glocke umgegossen.[2]

### Friedhof
Der Friedhof umgibt die Kirche. Er wurde vermutlich bereits mit Bau der Kirche Mitte des 13. Jahrhunderts angelegt. Auf ihm sind erhaltene Grabsteine des 16. bis 19. Jahrhunderts. Er ist im Eigentum der Kirchengemeinde. Die Außendörfer verfügen größtenteils über eigene Begräbnisplätze.